# Gran Premio motociclistico di Spagna 1969
Il Gran Premio motociclistico di Spagna fu il primo appuntamento del motomondiale 1969.
Si svolse il 4 maggio 1969 sul Circuito permanente del Jarama (anziché sul tradizionale Circuito del Montjuïc). Corsero tutte le classi meno i sidecar.
In 350 e 500, nuova doppietta per Giacomo Agostini. La vigilia della gara fu movimentata da una polemica: la Benelli accusò la MV Agusta di aver effettuato prove private sul circuito nei giorni precedenti la gara. Per protesta la Casa di Pesaro non partecipò alla gara della 350.
Nella gara della 250, prima vittoria per la OSSA monoscocca pilotata da Santiago Herrero (prima vittoria anche per il centauro spagnolo). Caduto e ritirato dopo 3 giri Renzo Pasolini, autore del giro più veloce.
In 125, l'olandese Cees van Dongen vinse con una Suzuki ex ufficiale già appartenuta ad Hans-Georg Anscheidt. Vittoria olandese anche in 50, con Aalt Toersen su Kreidler.
Le gare furono caratterizzate da molti ritiri.

## Classe 500
13 piloti alla partenza, 7 al traguardo.

### Arrivati al traguardo
| Pos | Pilota            | Moto      | Tempo        | Punti |
| --- | ----------------- | --------- | ------------ | ----- |
| 1   | Giacomo Agostini  | MV Agusta | 1h 13' 11" 1 | 15    |
| 2   | Angelo Bergamonti | Paton     | +37" 6       | 12    |
| 3   | Ginger Molloy     | Bultaco   | +52" 5       | 10    |
| 4   | Gyula Marsovszky  | LinTo     | +1' 39" 7    | 8     |
| 5   | Godfrey Nash      | Norton    | +1' 42" 3    | 6     |
| 6   | Günter Fischer    | Matchless |              | 5     |
| 7   | Gilbert Argo      | Matchless |              | 4     |

## Classe 350
7 piloti ritirati.

### Arrivati al traguardo
| Pos | Pilota              | Moto      | Tempo        | Punti |
| --- | ------------------- | --------- | ------------ | ----- |
| 1   | Giacomo Agostini    | MV Agusta | 1h 18' 09" 2 | 15    |
| 2   | Kelvin Carruthers   | Aermacchi | +1' 39" 1    | 12    |
| 3   | Giuseppe Visenzi    | Yamaha    | +1' 59" 3    | 10    |
| 4   | Ginger Molloy       | Bultaco   |              | 8     |
| 5   | Jack Findlay        | Yamaha    |              | 6     |
| 6   | Herbert Denzler     | Aermacchi |              | 5     |
| 7   | Adolf Ohligschläger | Yamaha    |              | 4     |
| 8   | Jerry Lancaster     | Aermacchi |              | 3     |
| 9   | Günter Fischer      | Aermacchi |              | 2     |
| 10  | Godfrey Nash        | Norton    |              | 1     |

## Classe 250
15 piloti ritirati.

### Arrivati al traguardo
| Pos | Pilota           | Moto            | Tempo        | Punti |
| --- | ---------------- | --------------- | ------------ | ----- |
| 1   | Santiago Herrero | OSSA            | 1h 17' 09" 6 | 15    |
| 2   | Kent Andersson   | Yamaha          | +24" 9       | 12    |
| 3   | Börje Jansson    | Kawasaki-Yamaha | +43" 5       | 10    |
| 4   | Martti Pesonen   | Yamaha          | +1' 19" 5    | 8     |
| 5   | Giuseppe Visenzi | Yamaha          | +2' 02" 2    | 6     |
| 6   | Heinz Rosner     | MZ              | +2' 03" 5    | 5     |
| 7   | Dieter Braun     | MZ              |              | 4     |
| 8   | Jerry Lancaster  | Yamaha          |              | 3     |

## Classe 125

### Arrivati al traguardo
| Pos | Pilota            | Moto      | Tempo        | Punti |
| --- | ----------------- | --------- | ------------ | ----- |
| 1   | Cees van Dongen   | Suzuki    | 1h 07' 41" 5 | 15    |
| 2   | Kent Andersson    | Maico     | +1' 21" 9    | 12    |
| 3   | Walter Villa      | Villa     | +1' 30" 7    | 10    |
| 4   | Enrique Escuder   | Bultaco   | +1' 46" 9    | 8     |
| 5   | Bruno Veigel      | Honda     | +1' 48" 2    | 6     |
| 6   | Kelvin Carruthers | Aermacchi | +1 giro      | 5     |
| 7   | Ginger Molloy     | Bultaco   | +3 giri      | 4     |
| 8   | Pertti Leinonen   | Honda     | +3 giri      | 3     |
| 9   | Ramón Galí        | Bultaco   | +3 giri      | 2     |

### Squalificati
| Pilota  | Moto | Motivo squalifica |
| ------- | ---- | ----------------- |
| Andújar | n.d. |                   |

### Ritirati
| Pilota              | Moto    | Motivo ritiro |
| ------------------- | ------- | ------------- |
| Heinz Rosner        | MZ      |               |
| Ángel Nieto         | Derbi   |               |
| Dieter Braun        | Suzuki  |               |
| Francisco García    | n.d.    |               |
| Herbert Denzler     | Honda   |               |
| Jean-Louis Pasquier | Bultaco |               |
| Jerry Lancaster     | Honda   |               |
| González            | n.d.    |               |
| Zaneta              | n.d.    |               |
| Juan Bordons        | n.d.    |               |
| Börje Jansson       | Maico   |               |
| Horst Seel          | n.d.    |               |
| Salvador Cañellas   | Yamaha  |               |
| Barry Smith         | Derbi   |               |
| Brian Smith         | n.d.    |               |
| José Medrano        | n.d.    |               |
| Bosse Granath       | MZ      |               |
| Seppo Kangasniemi   | MZ      |               |
| Giovanni Lombardi   | n.d.    |               |

## Classe 50

### Arrivati al traguardo
| Pos | Pilota                | Moto     | Tempo     | Punti |
| --- | --------------------- | -------- | --------- | ----- |
| 1   | Aalt Toersen          | Kreidler | 42' 15" 9 | 15    |
| 2   | Ángel Nieto           | Derbi    | +13" 9    | 12    |
| 3   | Jan de Vries          | Kreidler | +16"      | 10    |
| 4   | Gilberto Parlotti     | Tomos    | +16" 4    | 8     |
| 5   | Giovanni Lombardi     | Guazzoni | +30" 8    | 6     |
| 6   | Jakob Unterladstätter | KTM      |           | 5     |
| 7   | Herbert Denzler       | Kreidler |           | 4     |
| 8   | Jean-Louis Pasquier   | Derbi    |           | 3     |
| 9   | Bruno Veigel          | Honda    |           | 2     |
| 10  | Juan Bordons          | Derbi    |           | 1     |